# Charles Bennett (scénariste)
Pour les articles homonymes, voir Charles Bennett et Bennett.
Charles Bennett (né le 2 août 1899 à Shoreham-by-Sea dans le Sussex et mort le 15 juin 1995  à Los Angeles) est un acteur et scénariste britannique, surtout connu pour son travail avec Alfred Hitchcock dans les années 1930,.
Il a été nommé pour l'Oscar du meilleur scénario original en 1940.

## Biographie
Né à Shoreham-by-Sea dans le Sussex, Charles Bennett a servi durant la première guerre mondiale, puis a été acteur de théâtre et auteur. Il rencontre le succès avec sa première pièce Blackmail jouée au théâtre par Tallulah Bankhead en 1928 puis adaptée au cinéma par Alfred Hitchcock en 1929; ce film est considéré généralement comme le premier film britannique parlant.
Il a été sous contrat avec British International en 1930 et 1931, et a travaillé pour différents producteurs comme George King. Son association avec Hitchcock continue durant les années 1930, avec notamment L'Homme qui en savait trop, Les 39 Marches (The 39 Steps), Quatre de l'espionnage (Sabotage), et Jeune et Innocent (Young and Innocent). C'est lui qui présente David O. Selznick à Hitchcock. Il a par la suite écrit de nombreux scénarios pour Hollywood. Il travaille pour la dernière fois avec Hitchcock en 1942, mais ils resteront amis. À partir des années 1960, il travaille pour la télévision.
Il meurt à Los Angeles en 1995.

## Filmographie

### Comme acteur
- 1915 : John Halifax, Gentleman
- 1917 : Done in Oil (court métrage)
- 1917 : Hobbled Hearts (court métrage)
- 1935 : Les 39 Marches

### Comme scénariste
- 1929 : Chantage (Blackmail)
- 1930 : The Last Hour
- 1931 : Two Way Street
- 1931 : Deadlock
- 1931 : Number Please
- 1932 : Partners Please
- 1933 : Mannequin
- 1933 : Paris Plane
- 1933 : Hawley's of High Street
- 1933 : The House of Trent
- 1933 : Matinee Idol
- 1934 : The Secret of the Loch
- 1934 : Gay Love
- 1934 : Warn London
- 1934 : L'Homme qui en savait trop  (The Man Who Knew Too Much)
- 1935 : Night Mail
- 1935 : Blue Smoke
- 1935 : Le Clairvoyant (The Clairvoyant)
- 1935 : King of the Damned
- 1935 : All at Sea d'Anthony Kimmins
- 1935 : Les 39 Marches (The 39 Steps)
- 1936 : Agent secret (Sabotage)
- 1936 : Quatre de l'espionnage (Secret Agent)
- 1937 : Les Mines du roi Salomon (King Solomon's Mines)
- 1937 : Jeune et Innocent (Young and Innocent)
- 1938 : Les Aventures de Marco Polo (The Adventures of Marco Polo)
- 1938 : La Famille sans-souci (The Young in Heart) de Richard Wallace
- 1939 : Hidden Power
- 1939 : Balalaika de Reinhold Schünzel
- 1940 : Correspondant 17 (Foreign Correspondent)
- 1941 : They Dare Not Love
- 1942 : Les Naufrageurs des mers du Sud (Reap the Wild Wind) de Cecil B. DeMille
- 1942 : Cinquième Colonne (Saboteur)
- 1942 : Jeanne de Paris (Joan of Paris)
- 1943 : Et la vie recommence (Forever and a Day)
- 1944 : L'Odyssée du docteur Wassell (The Story of Dr. Wassell)
- 1947 : Les Conquérants d'un nouveau monde (Unconquered)
- 1947 : Le Crime de madame Lexton (Ivy)
- 1948 : Le Signe du Bélier (The Sign of the Ram)
- 1949 : Madness of the Heart
- 1949 : Cagliostro (Black Magic)
- 1950 : Voyage sans retour (Where Danger Lives) de John Farrow
- 1951 : Femme en péril (Kind Lady)
- 1952 : Le Gantelet vert (The Green Glove)
- 1953 : No Escape
- 1954 : Mission périlleuse (Dangerous Mission)
- 1956 : L'Homme qui en savait trop (The Man Who Knew Too Much)
- 1957 : L'Histoire de l'humanité (The Story of Mankind)
- 1957 : Rendez-vous avec la peur (Night of the Demon)
- 1959 : Le Cirque fantastique (The Big Circus)
- 1960 : Le Monde perdu (The Lost World)
- 1961 : Voyage au fond des mers (Voyage to the Bottom of the Sea)
- 1962 : Cinq Semaines en ballon (Five Weeks in a Balloon)
- 1965 : La Cité sous la mer (The City Under the Sea)

### Comme réalisateur
- 1949 : Madness of the Heart
- 1953 : No Escape

## Crédit d'auteurs
- (en) Cet article est partiellement ou en totalité issu de l’article de Wikipédia en anglais intitulé « Charles Bennett (screenwriter) » (voir la liste des auteurs).